# تل قلعه‌ای - سروستان
تل قلعه‌ای - سروستان مربوط به دوران‌های تاریخی پس از اسلام است و در شهرستانسروستان، روستای کته گنبد واقع شده و این اثر در تاریخ ۸ مرداد ۱۳۸۱ با شمارهٔ ثبت ۶۰۷۹ به‌عنوان یکی از آثار ملی ایران به ثبت رسیده است.